# 윤제술
윤제술(尹濟述, 1904년 1월 29일 ~ 1986년 7월 24일)은 전북 김제 출신 대한민국 교사이자 정치인이다. 제3,4,5,6,7,8대 국회의원을 역임하였다.호는 운재(芸齋)다.

## 학력
- 서울중동중학교졸업
- 1929년 : 일본동경고등사범학교영문과졸업

## 약력
- 사범학교,중학교,고등여학교영어교육교사
- 남성중고등학교교장
- 교육위원장
- 1967년 : 신민당정책위원
- 1968년 : 국회부의장
- 1971년 : 신민당정무위부의장
- 1973년 : 통일당 최고위원
- 1977년 : 통일당  고문

## 역대 선거 결과
|  | 20.81% |

|  | 56.50% |

|  | 62.67% |

|  | 41.02% |

|  | 56.15% |

|  | 65.72% |

|  | 19.82% |